# Catrin Vogt
Catrin Vogt (* 20. Jahrhundert) ist eine deutsche Filmeditorin.

## Leben und Werk
Catrin Vogt wurde zunächst als Film- und Videolaborantin beim Atlantik-Filmkopierwerk in Hamburg ausgebildet. Von 1996 bis 2003 studierte sie im Studiengang Montage an der heutigen Filmuniversität Babelsberg, damals noch HFF Potsdam-Babelsberg genannt. Seitdem ist sie als freie Editorin tätig, die sich vor allem auf den Schnitt von Dokumentarfilmen spezialisiert hat.
Vogt erhielt 2012 beim Kinofest Lünen die Auszeichnung Perle als Dokumentarfilm-Editorin von Vergiss mein nicht, Regie: David Sieveking. 2013 war sie mit Vergiss mein nicht beim Festival Filmplus in Köln für den Schnitt-Preis nominiert.
Catrin Vogt ist Mitglied der Deutschen Filmakademie und des Bundesverband Filmschnitt Editor e.V. (BFS).

## Filmografie (Auswahl)
- 2001: Kalte Krieger – Regie: Susanne Binninger
- 2004: Janine F. – Regie: Teresa Renn
- 2006: Stuttgart-Shanghai – Regie: Sandra Jakisch
- 2008: Das Palmer-Prinzip – Regie: Frank Marten Pfeiffer
- 2010: Hoffenheim – Das Leben ist kein Heimspiel (Kinodokumentarfilm) – Regie: Rouven Rech, Frank Marten Pfeiffer
- 2011: Tough Men – Regie: Tanja Hamilton
- 2012: White Blood (Weißes Blut) – Regie: Regine Dura
- 2012: Vergiss mein nicht (Kinodokumentarfilm) – Regie: David Sieveking
- 2013: Die schöne Krista (Kinodokumentarfilm) – Regie: Antje Schneider, Carsten Waldbauer
- 2013: Lontano – Die Schaubühne von Peter Stein – Regie: Andreas Lewin
- 2013: Zonenmädchen (Kinodokumentarfilm) – Ko-Editorin: Gudrun Steinbrück; Regie: Sabine Michel
- 2014: Ein Hells Angel unter Brüdern (Kinodokumentarfilm) – Regie: Marcel Wehn
- 2014: Goodbye G.I. – Regie: Uli Gaulke, Agnes Lisa Wegner
- 2015: Democracy – Im Rausch der Daten (Kinodokumentarfilm) – Regie: David Bernet
- 2017: Eingeimpft (Kinodokumentarfilm) – Ko-Editorin:  Mirja Gerle; Regie: David Sieveking
- 2017: Über Leben in Demmin (Kinodokumentarfilm) – Ko-Editor: Jörg Hauschild; Regie: Martin Farkas
- 2018: Immer und ewig (Kinodokumentarfilm) – Regie: Fanny Bräuning
- 2023: Wolfswinkel (Fernsehfilm) – Regie: Ruth Olshan
- 2025: Wie die Liebe geht